# Robin (Terra-Due)
Robin di Terra-Due è una versione alternativa del supereroe Robin della DC Comics, che fu introdotto nella DC Comics dopo la creazione della Terra-Due, un mondo parallelo che fu retroattivamente disposto come la casa dei personaggi protagonisti della Golden Age dei Fumetti. Questo permise ai creatori di pubblicarne i fumetti con Robin protagonista ed al contempo ignorare le storie della Golden Age, risolvendo un'incongruenza, in quanto Robin fu il protagonista di una sua serie omonima fin dalla sua prima comparsa.
La storia del Robin di Terra-Due raccoglie tutte le storie precedentemente narrate negli anni quaranta e cinquanta, mentre le avventure del Robin principale (che viveva su Terra-Uno) cominciarono più avanti nel tempo e con alcuni elementi delle sue origini leggermente diverse. Entrambi furono descritti come individui separati, anche se paralleli, che vivevano ognuno nel proprio universo, e dove naturalmente l'omonimo più "maturo" dei due si sta avvicinando alla pensione e alla morte.

## Inizi nella Silver Age
All'alba della Silver Age dei fumetti, la DC decise di re-immaginare molti dei suoi più grandi supereroi. Flash e Lanterna Verde furono re-immaginati come Barry Allen e Hal Jordan, mentre Superman e Batman rimasero gli stessi. Si scoprì più avanti che gli eroi correnti vivevano su un mondo parallelo a quello degli eroi della Golden Age. Quando Barry Allen incontrò Jay Garrick significò che esistevano due Flash, due Lanterne Verdi, due Superman, e due Batman. Dato che Batman e Superman rimasero intoccati, la divergenza tra i due personaggi era solamente la loro età.

## Storia del personaggio

### Infanzia e prime avventure
Le origini e la storia di Robin iniziano allo stesso modo della sua versione classica ad eccezione per le tempistiche, poiché le sue avventure iniziano fu stampato l'originale primo numero di Detective Comics n. 38, nel 1940. La maggior parte degli eventi che circondano i suoi anni di addestramento sono gli stessi, ma avvengono molto prima.
- I genitori di Richard Grayson furono uccisi da Anthony Zucco. Sentì il criminale e avvertì Batman.
- Dopo un periodo di addestramento, un giovane Dick Grayson divenne Robin. La sua prima storia narrata fu "Robin il Ragazzo Meraviglia"[4].
- Robin partecipò alla seconda guerra mondiale nella All-Star Squadron. Il suo distante cugino, Charles Grayson, fu l'assistente scientifico di Robotman.

### Storia della Silver Age
Infine, Robin assunse la posizione di Batman come primo combattente del crimine di Gotham. A differenza della sua controparte di Terra-Uno, le si distanziò dall'ombra del suo mentore quando adottò l'identità di Nightwing, questa versione adottò un costume che mima numerosi elementi di quello di Batman (inclusa un'insegna con una "R" circondata da un cerchio e sovrastante un paio di ali da pipistrello). Mentre il suo doppio più giovane frequentava e abbandonava il college prematuramente, Grayson continuò gli studi fino ad ottenere una laurea in legge. Infine, divenne un procuratore praticante nella ditta legale che assunse poi il nome di Cranston, Grayson e Wayne.
Robin fu iniziato nella Justice Society of America, diventandone membro dopo il ritiro di Batman dalla squadra. Durante il suo periodo con la JSA, divenne amico di numerosi membri, e più in particolare di Johnny Thunder, mentre sviluppò una certa animosità nei confronti di Hawkman che espresse riluttanza verso la sua entrata nella squadra. Anni più tardi, Robin, insieme ai suoi colleghi eroi, perì per mano della Justice League a causa del coinvolgimento del residente di Terra Prime diventato criminale Cary Bates, pur venendo poi resuscitato. Dopo questa esperienza ricercò uno stile diverso nella sua uniforme, cambiandone stile e colori.
Durante la sua carriera post-Gotham City, Dick lasciò Gotham per diventare Ambasciatore degli Stati Uniti d'America in Sudafrica durante la metà degli anni settanta, mentre continuava la sua carriera eroica per un breve periodo in quel paese. La sua inclusione nella serie della Justice Society, secondo lo scrittore Gerry Conway "fu un cenno al presente". Dopo il suo coinvolgimento con la Justice Society of America quando i criminali Brainwave e Per Degaton tentarono di distruggere il mondo in numerosi punti chiavi inclusi Cina, Sudafrica e Seattle negli Stati Uniti, ritornò a Gotham City. Si unì a Batman per l'ultima avventura che i due ebbero fianco a fianco, assistendo la Justice Society, la Justice League, e la All- Star Squadron di Shazam nello sconfiggere numerosi criminali incluso il Joker, durante il piano di King Kull di distruggere l'umanità su tutte e tre le Terre.
Poco dopo, l'allora Commissario di Polizia Bruce Wayne, sotto l'effetto dei poteri dello Psico-Pirata, manipolò Robin e altri ex membri in pensione della JSA perché attaccassero i membri attivi. Successivamente rientrò in servizio aiutando la Justice Society e la figlia di Bruce, Helena Wayne contro Bill Jensen, un colletto bianco criminale catturato quando Wayne raggiunse abilità mistiche. Robin e la Cacciatrice osservarono mentre Jensen minacciava le torri gemelle del commercio di Gotham e che alla fine si consumò con Batman, riuscendo a rintracciare Frederick Fast che diede a Jensen le sue abilità per ragioni non specificate.
Grayson lasciò Gotham dopo quest'incidente, ritornando anni dopo quando il Joker saltò fuori dal pensionamento per attaccare prominenti Gothamiti incluso il Commissario di Polizia O'Hara. Indossando il costume di Batman e assumendone l'identità, la sua presenza ipnotizzò il Joker abbastanza a lungo perché la Cacciatrice potesse catturarlo. Procedette poi rintracciando il vero cervello dietro il crimine organizzato di Gotham. A questo punto, sviluppò dei sentimenti non espressi per la Cacciatrice, lasciando però Gotham un'ennesima volta prima che questi si intensificassero.
Dick fu poi costretto ad agire legalmente in caso contro la Justice Society coinvolgendo un diario scritto da Bruce Wayne, che insinuava che la prima squadra di supereroi erano collaborazionisti dei Nazisti durante la Seconda Guerra Mondiale. Grayson scoprì che nascosti nei passaggi vi erano prove che puntavano ad un piano di Per Degaton, che fu successivamente sventato. Venne poi a scoprire da Helena, che suo padre si ammalò di cancro terminale durante il suo periodo come editore di un giornale.
Nella serie limitata Crisi sulle Terre infinite, il multiverso come noi lo conosciamo fu distrutto. Tra i mondi perduti vi fu la Terra-Due. Dopo questa crisi, la Terra-Due "non fu mai esistita" e rimosse retroattivamente il Robin di Terra-Due dalla storia, mescolando elementi del suo passato con la Terra-Uno, creando effettivamente una nuova continuità moderna. Robin, insieme alla Cacciatrice, morì proteggendo degli innocenti dalle mani dei demoni ombra dell'universo anti-materiale.
Tuttavia, una versione di questi Robin e Cacciatrice esistettero su un qualche piano dell'esistenza in quanto entrambi furono menzionati dallo Star-Spangled Kid originale mentre questi stava lavorando ad un caso con la Justice Society che coinvolgeva il criminale viaggiatore del tempo Extant.

## Divergenze con Terra-Uno
Attraverso la sua storia documentata, questa versione di Dick Grayson mostrò un'incrollabile fedeltà a Batman, addirittura rimpiazzando il suo mentore come membro vacante della Justice Society of America. Adottò un costume simile a quello del suo mentore, inclusi veicoli equipaggiati a posteriori e dispositivi derivanti dalle versioni originali di Batman piuttosto che utilizzando degli equipaggiamenti unici usati dal Grayson di Terra-Uno. Restando al fianco del suo mentore durante l'influenza dello Psico-Pirata su Wayne e, successivamente, durante il cancro, illustrò la sua completa fede nel suo guardiano di un tempo.
Robin sviluppò risentimento verso il Batman di Terra-Uno durante il loro primo incontro dopo la morte dell'originale, tramutando poi questo sentimento in rispetto invidioso e infine in accettazione. Precedentemente, Robin mostrò una specie di comportamento quasi damentore nei confronti della sua giovane controparte, provvedendo a fornirgli un costume con elementi che lui stesso avrebbe adottato.

## 52
Nel numero finale di 52, fu rivelato un nuovo multiverso, originariamente consistente di 52 identiche realtà. Tra le realtà parallele mostrate esiste la designata "Terra-2". Come risultato del "mangiare" aspetti di questa realtà da parte di Mr. Mind, questa nuova versione ebbe aspetti visivi simili a quelli della Terra-Due pre-Crisi, includendo Robin tra gli altri personaggi della Justice Society of America.
Basato su un commento di Grant Morrison, questo universo alternativo non è la Terra-2 pre-Crisi. Tuttavia, in Justice Society of America Annual n. 1, pubblicato nell'estate 2008, Silver Scarab spiegò che gli eventi della Crisi erano ricordati dalla gente di questa Terra-2, e che dalla loro prospettiva la Terra-2 era l'unica Terra ad essere sopravvissuta alla Crisi, sollevando così teorie sulla veridicità della distruzione di Terra-2 o se fosse mai stata veramente rimpiazzata da una sua nuova versione. Certamente, Robin, la Cacciatrice e la Justice Society erano tutti vivi.
Tuttavia, fu confermato in Justice Society Annual n. 1 (2008) che la Terra-2 post-Crisi era completamente separata dalla Terra-Due pre-Crisi, cominciando dalla morte di Alan Scott, dal pensionamento di Wonder Woman e della sua incoronazione come Regina delle Amazzoni, Jay Garrick era un ragazzo (non confermato se era sempre lui o suo figlio) e più direttamente a Grayson, Wayne era stato ucciso dal Joker come affermato dalla Helena di Terra-2 post-Crisi e dal vecchio Joker morente che conosceva direttamente le identità segrete di Batman di Terra-2, della Cacciatrice e dello stesso Robin. Sempre affermato in Justice Society Annual n. 1, come diversamente tra il Grayson di Terra-2 post-Crisi dalla sua versione precedente, ci fu il fatto che il Grayson di Terra-2 post-Crisi era innamorato di Helena Wayne e lei ricambiava il suo amore, anche se non lo affermarono mai neanche a loro stessi. Questa è una completa inversione dalle versioni pre-Crisi di Terra-Due, che si consideravano fratello e sorella, poiché furono entrambi cresciuti dal Bruce Wayne di Terra-Due pre-Crisi, Commissario di Polizia di Gotham City.

### Robin di Terra-Due in altri media
Grayson comparve nell'episodio "The Color of Revenge" della serie animata Batman: The Brave and the Bold. Questa versione di Robin fu descritta come il protettore di Blüdhaven - la città in cui combatte il crimine nei fumetti come Nightwing - ma vestiva un costume giallo, non grigio come quello di Batman, come mostrato in Justice League of America vol. 1 n. 55, come quello del Robin adulto di Terra-Due pre-Crisi. La rottura tra lui e Batman si era già formata, e lo si vide arrabbiato con Batman perché lo trattava ancora come se fosse la sua spalla piuttosto che un collega supereroe. Fu solo dopo aver cooperato con Batman per sconfiggere Crazy Quilt che Robin ottenne il rispetto che desiderava. Dopo che Crazy Quilt fu sconfitto, Robin si unì a Batman quando Killer Moth dirottò la Gotham Bank Money Train, ma fu a cavallo del cart del sidecar di Batman (qualcosa che lui stesso affermò di non voler più fare).
Ritornò poi come Robin, sempre indossando il suo costume giallo, nell'episodio "Sidekicks Assemble!" dove Dick fu mostrato al fianco dei membri originali della realtà principale dei Teen Titans Speedy (Roy Harper) ed Aqualad (Garth) ora entrambi giovani uomini che volevano il diritto di essere considerati eroi adulti contro Ra's al Ghul, e non più spalle dei loro mentori. Alla fine dell'episodio, Grayson cambiò la sua identità e nome in quelle di Nightwing. Anche in questa realtà, era ancora Batman che diede a Grayson il suo nome in codice, proprio come nella sua versione dei fumetti e in altre versioni animate come la serie animata Teen Titans.